# Elizabeth Bolden
Elisabeth "Lizzie" Bolden (15. august 1890 – 11. december 2006) var den ældste person i verden. Hun levede i USA indtil sin død i december 2006.
Oprindeligt hed hun Jones til efternavn, men da hun blev gift i 1908 tog hun efternavnsskiftning til Bolden efter sin mand Lewis Bolden. De fik sammen 7 børn, men kun 2 lever stadig; (Esther Rhodes på 89 år) og (Mamie Brittmon på 85 år)
En offentliggørelse viste, at Elisabeth Bolden nåede at få 40 børnebørn, 75 oldebørn, 220 tip-oldebørn og 75 tip-tip-oldebørn, mens hun stadig levede. 
Indtil sin død levede hun på et plejehjem i Memphis, men kunne ikke tale de sidste par år ifølge hendes familie.